# Manania distincta
Manania distincta is een neteldier uit de klasse Staurozoa. 
Het dier komt uit het geslacht Manania en behoort tot de familie Depastridae. Manania distincta werd in 1910 voor het eerst wetenschappelijk beschreven door Kishinouye.